# Brunn, Višprijska dolina
Brunn je naselje občine Višprijska dolina v okraju Šmohor na Koroškem v Avstriji.